# Stefan Lipiński (1902–1976)
Stefan Lipiński ps. „Bruno” (ur. 31 sierpnia 1902 w Łodzi , zm. 26 stycznia 1976 ) – kapitan[wymaga weryfikacji?] Armii Krajowej, oficer rezerwy, członek Konfederacji Narodu.

## Życiorys
Urodził się w rodzinie Antoniego i Zofii . Absolwent Wyższej Szkoły Handlowej w Lyonie. W nocy z 26 na 27 lipca 1942 roku dowodził akcją uwolnienia kolegów z więzienia na ulicy Daniłowiczowskiej. Aresztowany w listopadzie 1943 roku podczas wykonywania zadań wywiadowczych. Osadzony na Pawiaku, 24 maja 1944 roku wywieziony do obozu koncentracyjnego Stutthof . Uwolniony 12 marca 1945 w Wejherowie przez Armię Radziecką .